# Harbour Heights
Harbour Heights és una concentració de població designada pel cens dels Estats Units a l'estat de Florida. Segons el cens del 2000 tenia 2.873 habitants.

## Demografia
Segons el cens del 2000, Harbour Heights tenia 2.873 habitants, 1.243 habitatges, i 919 famílies. La densitat de població era de 504,2 habitants/km².
Dels 1.243 habitatges en un 21% hi vivien nens de menys de 18 anys, en un 62,8% hi vivien parelles casades, en un 8,2% dones solteres, i en un 26% no eren unitats familiars. En el 20,8% dels habitatges hi vivien persones soles el 12,8% de les quals corresponia a persones de 65 anys o més que vivien soles. El nombre mitjà de persones vivint en cada habitatge era de 2,31 i el nombre mitjà de persones que vivien en cada família era de 2,64.
Per edats la població es repartia de la següent manera: un 18,2% tenia menys de 18 anys, un 4,7% entre 18 i 24, un 19,2% entre 25 i 44, un 27% de 45 a 60 i un 30,9% 65 anys o més.
L'edat mediana era de 51 anys. Per cada 100 dones de 18 o més anys hi havia 86 homes.
La renda mediana per habitatge era de 44.394 $ i la renda mediana per família de 47.025 $. Els homes tenien una renda mediana de 31.825 $ mentre que les dones 21.173 $. La renda per capita de la població era de 22.547 $. Entorn de l'1,8% de les famílies i el 2,7% de la població estaven per davall del llindar de pobresa.

## Poblacions més properes
El següent diagrama mostra les poblacions més properes.